# 琴野まゆか
琴野 まゆか（ことの まゆか、1985年5月15日 - ）は、日本のAV女優。

## 略歴
2005年にAVデビュー。
趣味:カラオケ

## 出演作品

### アダルトビデオ
2005年
- 相川誠二流AV的指導! 新人、琴野まゆかデビュー（9月7日、アタッカーズ）
- 妹を犯した理由…（11月7日、アタッカーズ）
- 手コキクリニック 7 〜伝説の看護師 復活スペシャル〜（12月4日、SODクリエイト）共演:宮内みゆ、小林かすみ、篠宮慶子 他

2006年
- 女子校生監禁凌辱 鬼畜輪姦 60（4月7日、アタッカーズ）共演:月神サラ、可愛あみん、桃咲あい、沙耶華、秋山由香
- 夏までまてないスクール水着（4月8日、フリービジョン）他出演:野々宮りん、杏
- 淫習の学園SPECIAL 鏡（6月7日、アタッカーズ）共演:葵あげは、上原留華、山口まゆ、憂木詩音麻、乙姫みゆ 他
- 拉致、監禁 02（7月21日、ゴーゴーズ）
- 制服カメラ まゆか18歳（8月5日、ドリームチケット）
- 黒人強姦FUCK（8月7日、アタッカーズ）共演:江口美貴、坂本麻弥
- 生中出し 女子校生（8月18日、メディアステーション RMD-508 120分）他出演:若葉ひな、七瀬リカ、山吹ちゆり
- 生中出し女子校生4時間（8月18日、メディアステーション MDB-005）他出演:雨宮せつな、吉井ほのか、上村愛、長瀬あずさ、若葉ひな、七瀬りか 他
- 素人コギャルHEAVEN 4時間 4（10月20日、ケイ・エム・プロデュース）他出演:MIMI、常夏みかん、松島やや、倉木ゆり、麻生岬、斎藤めぐみ、黒川まりあ、飯島夏希、RION、熊川まき、春藤舞
- 世界でいちばんハメた気分になれるビデオ #3（11月30日、アリウス）他出演:鈴木彩香 他
- なかよし Tokyo navigation 66（12月25日、アリウス）共演:姫咲水希、ミュウ

2007年
- 淫習の学園SPECIAL 鏡 -完全版-（1月7日、アタッカーズ）SSPD-032 共演:葵あげは、上原留華、山口まゆ、憂木詩音麻、乙姫みゆ 他
- 競水嗜好 2（1月8日、アキバコム）
- LOVE×2デート second （1月25日、TMクリエイト）他出演:野原りんご
- 渋谷夜会 02（2月21日、プレステージ）
- 現役女子校生の危険な援助交際（3月7日、アタッカーズ）他出演:内田みう、坂本麻弥、月神サラ 他
- AV女優が素人男性の日頃の願望を叶えてあげます 逆ナンパFUCK!! （3月25日、ホットエンターテイメント）…共演:若葉薫子、幹野果琳
- MIJUKU（5月25日、BRAVO）
- 女子校生の就職面接（5月25日、TMクリエイト）他出演:野原りんご
- Mの被虐（7月31日、アヴァ）
- 世界でいちばんハメた気分になれる4時間（7月31日、アリウス）他出演:早瀬京香、蛯原美沙、杉沢唯、鈴木彩香 他
- 猥褻フェラチオトリプルスペシャル 琴野まゆ・永瀬あき・加護範子（8月17日、レアル・ワークス）
- 元モー●ング娘。 K護ちゃん!?激似。 騙されて、お爺ちゃんとブサイク集団に犯されちゃいました。（9月21日、映天）
- 東京デートスポット（9月25日、TMクリエイト）他出演:日高ゆりあ、小日向優、永瀬あき、長谷川なぁみ、野原りんご
- スカトロ少女 汚嬢様 特別編（9月28日、アルファーインターナショナル）
- ザ・フェラチオ（10月25日、TMクリエイト）
- 角 押し付け擦り付け オナニー（11月2日、映天）他出演:白華ユリ、阿立未来、伊藤青葉、海老原しのぶ、辻ありす、月平ちか、菜月唯、仲西彩乃 他
- エロ全開!!ワルのりし過ぎの女子校生 美少女陵辱監禁現場が…大崩壊!!（11月7日、BRAVO）共演:河本愛
- 女子校生のプライベートSEX（11月23日、TMクリエイト）共演:当真ゆき 他
- 月刊 こんな女子校生がいたらスゴイ!! 集団レズ学級ver.（12月7日、OFFICE K'S）共演:有賀知弥、若槻せな、内田さくら、須藤リカ、千葉悠梨、つかさ友穂
- 尻コキ 女子校生の尻でコキたい!! vol.4（12月7日、OFFICE K'S）他出演:有賀知弥、若槻せな、内田さくら、須藤リカ、つかさ友穂
- 感じる女の表情と腋の下（12月19日、BRAVO）他出演:北原麗子、長谷川あゆみ、河本愛、若槻めい、愛菜りな、月嶋りお、葉月志保、星優乃、伊藤あずさ、北崎未来、春うらら
- SOFT ON DEMAND ボクらの秘技伝授 俺だけのテクニック 全国版（12月20日、SODクリエイト）他出演:清原りょう、絢音ミミ、伊藤あずさ、国生みさき、飯島くらら、茅ヶ崎ありす、京本かえで、日比野夕希、元木ひなよ、紫月

2008年
- 挑発淫女 ヴァーチャルオナ vol.1（1月1日、スティルワークス）他出演:上原リナ 他
- MY FAVORITE WITH パンティーストッキング 6（1月4日、HRC）他出演:並木沙耶、中迫友香、愛葉みずき
- 淫行おやじと少女の性教育 17（1月21日、関西ソフト）
- 15min. 〜僕の飲み友達を15分だけお貸しします〜（1月30日、ゴリラプロジェクト）共演:千葉悠梨
- 女子校生のローションフェラチオ（2月1日、OFFICE K'S）他出演:水野さやか、日向彩音、叶心愛、須藤リカ、内田さくら、つかさ友穂
- MICRO BIKINI OILY DANCE 3（2月1日、アフロフィルム）共演:小峰由衣、神田ねおん、YOKO、矢沢未来
- 少女体罰 8 （2月1日、中嶋興業）
- スーパーマジックミラー号緊急出動!! タイムリミットはお昼休みの1時間! 職場でバレずにセックスできるのか?! 歯科衛生士&看護師編 （2月7日、SODクリエイト）共演:伊藤はな
- 女子校生の超エッチな潮吹きだらけの自画撮りオナニー 3（2月6日、スティルワークス）他出演:伊藤はな 他
- LOVE BOOTS DELICIOUS 6 （2月8日、HRC）他出演:相川静香、藤沢まあさ、永井優香
- 腰グラインドで男子を挑発! 女子校生レゲエダンス部（2月21日、ディープス）共演:蒼月ひかり、広瀬未来、若槻めい、近藤優希、夏木メイ
- 淫乱キャバ嬢の超エッチなお店の中で自画撮りオナニー（4月5日、スティルワークス）オムニバス作品
- 公共の営業中サウナに全裸の女優を放り込め!! 3（4月25日、ブリット）他出演:皆川愛梨、内田さくら、姫咲まりあ、黒田もね、相葉かすみ、白崎せら
- 女子校生 デラックス5時間（5月25日、TMクリエイト）
- やりたい!憧れの女（6月25日、ながえスタイル）共演:大久保怜
- 制服カメラ×THE4時間 vol.2（6月30日、ドリームチケット）他出演:星崎あいか、七海ここな、海野まりん、椎名りく 他
- 渋谷夜会総集編 4時間（7月11日、プレステージ）他出演:あおば、桜庭彩、椎名あみ
- 本物アナウンサー田中亜弥の正しいSEX講座 （7月13日、MOODYZ）共演:田中亜弥、千葉悠梨、有賀知弥
- S級素人ギャル千人斬り 4時間 5（7月18日、ケイ・エム・プロデュース）他出演:清原りょう、沢尻もも美、SARINA、飯島夏希、可愛あみん、冴木凌、倉本瞳、Rico
- 4時間レズ曼陀羅（7月31日、アリウス）他出演:姫咲水希、あさだあこ、工藤佳奈 他
- 強制電マ Trance 1 〜絶叫・失禁・失神のオーバーエクスタシー〜（8月13日、ZONE）他出演:白石ゆり、菅野すみれ、上原結衣、里美りん
- 卒業したての… まゆか（8月25日、プラネットプラス）
- 淫らな堕天使たち '08 1（9月9日、アートビデオ）他出演:稲森さやか、小倉ゆい、黒澤姫華、有賀知弥 他
- 最強汚嬢様のスカトロMAX4時間総臭編一挙大放出!!（9月25日、HYPER240）他出演:笠原ひとみ、春うらら、星沢マリ 他
- ディルド オブ セッション（10月13日、BRAVO）他出演:白山ゆり、菅野すみれ、上原結衣、楓あかり、あくありあ、神谷みさと、平原亜希、森下純、一ノ瀬カレン
- ケツ毛美人しか愛せない。（10月23日、SODクリエイト）共演:小春、赤西涼、倉科さやか
- 生中出し女子校生スペシャルエディションプレミアム 1 全30名（11月21日、メディアステーション）他出演:絢音ミミ、鮎川なお、雨宮せつな、加瀬あゆむ 他
- ディルドにまたがる女優たち 2（12月13日、アロマ企画）他出演:稲森ケイト、ICHIKA、真田ゆかり、大沢佑香、愛菜りな、川瀬さやか、河本愛、月嶋りお、飯島夏希、園原りか
- 公共の営業中サウナに全裸の女優を放り込め!!4時間SP 全22名（12月20日、ブリット）他出演:椎名りく、東野愛鈴、姫咲まりあ、月乃るり 他

2009年
- 学校指定医師より投稿 小児科医師中○生・高校生猥褻治療映像 2 検査結果を重病だと騙し特別治療と称したわいせつ行為 全24名（1月25日、レッド）他出演:伊吹ゆうな、夏芽涼、桜庭彩、泉まりん 他
- 極上渋谷ギャル捕獲! 拷問糞水浣腸 5（2月19日、サディスティックヴィレッジ）
- レズビアンカップル〜淫らなレズっ娘たち〜（5月22日、LADIES♀ROOM）他出演:みずなあんり、楓ありす、姫咲水希
- 未成熟少女とオヤジの淫行（5月25日、プラネットプラス）他出演:彩芽はる、滝本紗耶香、菜菜美ねい 他
- 『ママには言わないで…』ロリ性感オイルマッサージ（6月17日、LOTUS）
- MY FAVORITE WITH パンティーストッキング BEST 2（8月7日、エッチアールシー）他出演:伊吹怜、坂下ななえ、篠原るり、緒方瑠美 他
- 極楽（10月23日、DON）他出演:さくらりこ、叶愛'02、藤咲飛鳥

2012年
- BLACK COMPLETE FUCK 黒人BOX 16HOURS 55TITLE（12月1日、ムーディーズ）他出演:nao.、一戸のぞみ、亜弓つばさ 他

2013年
- 女子校生監禁凌辱 鬼畜輪姦 完全保存版004 / 森原リコ（1月7日、アタッカーズ）他出演:森原リコ、山口まゆ、可愛あみん、憂木詩音麻 他

他